# Friedrich Ludwig August Marschall von Bieberstein
Friedrich Ludwig August Marschall von Bieberstein († 14. Mai 1763 in Polzen) war ein königlich-polnischer und kurfürstlich-sächsischer Wirklicher Geheimer Kriegsrat und gewesener Kommissarius des Kurkreises sowie Erb- und Gerichtsherr auf Polzen.

## Leben
Er stammte aus der Adelsfamilie Marschall von Bieberstein und ersteigerte als Rittmeister auf einer Auktion das zuvor Hans Rudolph von Wolffersdorff (* 1721) gehörige Rittergut Polzen. Diese Gut fiel nach seinem Tod an seine beiden Söhne Wichmann Carl August Marschall von Bieberstein und Friedrich Ludwig Marschall von Bieberstein, beide im Militärdienst stehend. Sie verkaufen 1766 das Rittergut Polzen an ihren Schwager Wolf Gottlob von Lindenau, der deren Schwester Wilhelmine († 1791) geheiratet hatte.